# Национальный альянс за перемены (Того)
Национальный альянс за перемены (фр. Alliance Nationale pour le Changement, ANC) — социал-демократическая политическая партия Того. Партия была образована Жан-Пьером Фабром в 2010 году, когда часть членов вышла из партии Союз сил за перемены после президентских выборов 2010 года.

## Участие в выборах

### Президентские выборы
| Год  | Кандидат      | Голоса     | Голоса  | Результат |
| Год  | Кандидат      | Количество | %       | Результат |
| ---- | ------------- | ---------- | ------- | --------- |
| 2015 | Жан-Пьер Фабр | 732 026    | 35,21 % | Поражение |
| 2020 | Жан-Пьер Фабр |            |         |           |

### Парламентские выборы
| Год  | Голоса                                   | Голоса | Голоса  | Места      | Места |
| Год  | Количество                               | %      | ±       | Количество | ±     |
| ---- | ---------------------------------------- | ------ | ------- | ---------- | ----- |
| 2013 | 544 592 (в альянсе «Спасём Того вместе») | 28,9 % | +28,9 % | 19 из 91   | новая |